# گل‌بدن بانو
گُل‌بَدَن بانو یا گل‌بدن بیگم (حدود ۱۵۲۳–۱۶۰۳) تاریخ‌نگار پارسی‌نویس و دختر بابُر، پادشاه گورکانی هند بود. وی نخستین و تنها بانویی است که در سرتاسر تاریخ ادبی ایران، کتاب تاریخ نوشته است. همچنین، نخستین زن مورخ عالم اسلام است. گل‌بدن بانو نویسنده کتاب تاریخی مهمی به زبان فارسی به نام همایون‌نامه است.
این کتاب شرح زندگی برادر ناتنی‌اش، امپراتور نصیرالدین همایون، جانشین بابر است که گل‌بدن به درخواست برادرزاده‌اش، امپراتور اکبر کبیر، آن را نوشت. سبک نگارش گلبدن، ساده و صریح و خالی از پیرایه است و از این دیدگاه با نثرهای همزمان خودش قابل مقایسه نیست.

## پیشینه
گل‌بدن که نام اصلی‌اش صالحه سلطان بود در سال ۹۳۰ هجری که پدرش بابر چهل سال داشت نوزدهمین سال حکمرانی خود را سپری می‌ساخت در کابل به دنیا آمد، کودکی وی در عصر بابر، جوانی‌اش در روزگار همایون و دوران رسیدگی و پیری وی در زمان امپراتوری اکبر طی شد. گل‌بدن بیگم حدود سال ۱۵۲۳ میلادی به دنیا آمد. پدرش، بابر، در آن زمان حاکم کابل، قندوز، بدخشان، باجور، پاکستان، ناحیه سوات و قندهار بود و لقب پادشاه را داشت.
گل‌بدن در زمان مرگ پدرش در سال ۱۵۳۰ حدود هشت سال داشت و توسط برادر بزرگترش همایون بزرگ شد. او در هفده سالگی با خضر خواجه خان، پسر عیمان خواجه سلطان، پسر خان احمد علاق از خانات تورفان در خانات مغولستان ازدواج کرد.
او بیشتر عمر خود را در کابل گذراند. در سال ۱۵۵۷، توسط برادرزاده‌اش اکبر به آگره دعوت شد تا به دربار امپراتوری بپیوندد. او در دربار از احترام و نفوذ زیادی برخوردار بود و مورد علاقه اکبر و مادرش، حمیده بانو بیگم، بود.
گل‌بدن یک برادر بزرگتر به نام هندال میرزا و دو خواهر به نام‌های گلرنگ بیگم و گلچهره بیگم داشت. برادر کوچکترش، الور میرزا، در کودکی درگذشت. گل‌بدن به برادرش هندل بسیار نزدیک بود.
او در هفده سالگی با خضر خواجه خان، پسر عیمان خواجه سلطان، پسر خان احمد علاق از خانات تورفان ازدواج کرد.
در سال ۱۵۴۰، نصیرالدین همایون، برادر گل‌بدن، پادشاهی‌ای را که پدرشان بابر در هند تأسیس کرده بود، به شیرشاه سوری، از پشتون‌ها، باخت. همایون به همراه همسر باردارش، حمیده بانو بیگم، و چند همراه به لاهور و سپس کابل گریخت و پانزده سال در ایران صفوی در تبعید زندگی کرد.
گل‌بدن بیگم دوباره در کابل زندگی کرد. زندگی او مانند دیگر زنان حرمسرای امپراتوری گورکانی با سه پادشاه گورکانی - پدرش بابر، برادرش همایون و برادرزاده‌اش اکبر کبیر - گره خورده بود.
دو سال پس از اینکه همایون امپراتوری را دوباره به دست آورد، گل‌بدن به همراه دیگر زنان حرمسرا به دستور اکبر به آگره بازگشت.
در «اکبرنامه» نوشته ابوالفضل بارها از گل‌بدن بیگم یاد شده و بسیاری از جزئیات زندگی او از طریق این کتاب قابل دسترسی است.
گل‌بدن بیگم به همراه چند زن دیگر از خانواده سلطنتی به حج رفت و هفت سال بعد در سال ۱۵۸۲ به خانه بازگشت. او در سال ۱۶۰۳ درگذشت.
به همان اندازه که گلبدن همایون را دوست داشت از برادر دیگر خود کامران روگردان بود، کامران همیشه داعیه مخالف بابر را داشت و چون در آئین اسلام طرفدار شدید تسنن بود، از رویه همایون نسبت به شیعیان و سادات همیشه انتقاد و عیب‌جوئی می‌کرد.
پیشهٔ گل‌بدن تا ۶۶ سالگی خانه‌داری بود. از این که او خواهر همایون‌شاه و در سفر و حضر همراه همایون بود و آگاهی‌های دست اولی از احوال واقعی برادرش داشت، ابوالفضل نویسندهٔ اکبرنامه از او درخواست کرد تا کتابی دربارهٔ وی بنگارد. همچنین از او ابیاتی به جا مانده است:
| زه هوشیاران عالم هرکه را دیدم غمی دارد |  | دلا دیوانه شو، دیوانگی هم عالمی دارد |

## نوشتن همایون‌نامه
گلبدن بانو در سال ۱۰۱۰ هجری در سن هشتاد سالگی درگذشت. بر بالین وی حمیده بانو بیگم و رقیه سلطان بیگم دختر برادرش هندال حضور داشتند. حمیده بانو پس از درگذشت گل‌بدن فقط یک سال زنده بود.
اکبر کبیر از عمه‌اش، گل‌بدن بیگم، خواست تا داستان زندگی پدرش، نصیرالدین همایون را بنویسد. اکبر به عمه‌اش علاقه داشت و از مهارت‌های داستان‌سرایی او آگاه بود. نوشتن تاریخ دوران سلطنت  در میان گورکانیان رواج داشت (تاریخ خود اکبر، اکبرنامه، توسط ابوالفضل علامی نوشته شده است). اکبر از عمه‌اش خواست تا هرچه از زندگی برادرش به یاد دارد بنویسد. گل‌بدن بیگم این چالش را پذیرفت و کتابی با عنوان «احوال همایون پادشاه جمع کردم گل‌بدن بیگم  بنت  بابر پادشاه عمه اکبر پادشاه» نوشت که به همایون‌نامه معروف شد.
گل‌بدن به زبان فارسی ساده نوشت، بدون زبان پرطمطراق نویسندگان معروف. پدرش بابر هم بابرنامه را به همین سبک نوشته بود و گل‌بدن از او الگو گرفت و خاطراتش را نوشت. برخلاف برخی از نویسندگان هم عصرش، گل‌بدن آنچه را که به یاد داشت به صورت واقعی و بدون پیرایه نوشت. او نه تنها فراز و نشیب‌های دوران حکومت همایون را روایت کرد، بلکه نگاهی هم به زندگی در حرم‌سرای گورکانیان انداخت. این تنها نوشته به جامانده از یک زن از خاندان سلطنتی گورکانی در قرن شانزدهم است.
این گمان وجود دارد که گل‌بدن همایون‌نامه را به زبان مادری خود، ترکی، نوشته و کتابی که امروزه در دسترس است ترجمه آن است.
گل‌بدن در مقدمه کتاب می‌نویسد: «فرمانی صادر شده بود که 'هر چه از کارهای فردوس مکانی (بابر) و  جنت  آشیانی (همایون) می‌دانید بنویسید'. در این زمان که اعلیحضرت فردوس مکانی از این جهان فانی به سرای جاودان کوچ کردند، من، این حقیر، هشت ساله بودم، بنابراین ممکن است چیز زیادی به یاد نداشته باشم. با این حال، در اطاعت از فرمان شاهنشاهی، هر آنچه را که شنیده‌ام و به یاد دارم می‌نویسم.»
از روایت گل‌بدن می‌دانیم که او در سن ۱۷ سالگی با پسر عمویش، خضر خواجه، ازدواج کرد. او حداقل یک پسر داشت. او در سال ۱۵۲۸ از کابل به هند مهاجرت کرد. پس از شکست همایون در سال ۱۵۴۰، او به کابل بازگشت تا با یکی از برادران ناتنی‌اش زندگی کند. او بلافاصله پس از بازگشت همایون به تخت سلطنت  به آگره بازنگشت. در عوض، او در کابل ماند تا اینکه دو سال پس از مرگ همایون در یک حادثه غم‌انگیز در سال ۱۵۵۶، توسط اکبر به آگره بازگردانده شد. گل‌بدن بیگم در آگره و سپس برای مدتی کوتاه در سیکری زندگی کرد، اما بیشتر عمرش را در لاهور یا با دربار گذراند، به جز یک دوره هفت ساله که به زیارت مکه رفت.
به نظر می‌رسد که او زنی تحصیلکرده، مؤمن و فرهیخته بود. او به مطالعه علاقه داشت و از اعتماد برادرش همایون و برادرزاده‌اش اکبر برخوردار بود. از روایت او همچنین مشخص است که او ناظری باهوش و آشنا به پیچیدگی‌های جنگ و دسیسه‌های دربار بود.
قسمت اول داستان او به حکومت همایون پس از مرگ پدرش و مشکلات همایون پس از شکستش می‌پردازد. او دربارهٔ پدرش بابر کم نوشته است، زیرا هنگامی که او درگذشت تنها هشت سال داشت. با این حال، حکایت‌ها و داستان‌هایی که از همراهانش در محل (حرمسرا) دربارهٔ او شنیده بود را در روایت خود گنجانده است. قسمت آخر نیز به زندگی در حرمسرای گورکانیان می‌پردازد.
او یک ماجرای تفریح‌آمیز دربارهٔ بابر را ثبت کرده است. بابر پس از اینکه پادشاهی خود را در هند تأسیس کرد، یک سکه طلای بزرگ ضرب کرد، کاری که به آن علاقه داشت. این سکهٔ طلای سنگین با دستورالعمل‌های ویژه برای شوخی با دلقک دربار، اساس، که در کابل مانده بود، به کابل فرستاده شد. قرار بود چشم‌های اساس را ببندند و سکه را به گردنش بیندازند. اساس کنجکاو و نگران وزن سنگین گردنش بود و نمی‌دانست چیست. با این حال، هنگامی که متوجه شد سکه طلاست، از شادی پرید و در اتاق به این طرف و آن طرف دوید و بارها گفت که هیچ‌کس هرگز آن را از او نخواهد گرفت.
گل‌بدن بیگم مرگ پدرش را زمانی که برادرش در سن ۲۲ سالگی بیمار شده بود، توصیف می‌کند. او می‌گوید که بابر از دیدن پسرش که به شدت بیمار و در حال مرگ بود، افسرده شد. او به مدت چهار روز به‌طور مکرر دور تخت پسرش طواف کرد و به الله دعا کرد و التماس کرد که به جای پسرش به جهان ابدی برده شود. گویا دعای او مستجاب شد. پسر بهبود یافت و پدر ۴۷ ساله اندکی بعد درگذشت.
اندکی پس از تبعیدش، نصیرالدین همایون دختری ۱۳ ساله به نام حمیده بانو بیگم، خواهرزاده شاه حسین میرزا را دید و عاشق او شد. در ابتدا او از دیدار با امپراتور که بسیار بزرگتر از او بود، خودداری کرد. سرانجام، زنان دیگر حرمسرا به او توصیه کردند که تجدید نظر کند و او به ازدواج با امپراتور رضایت داد. دو سال بعد، در سال ۱۵۴۲، او پسری به نام اکبر کبیر، بزرگ‌ترین فرمانروایان گورکانی، برای همایون به دنیا آورد. گل‌بدن بیگم جزئیات این واقعه و ازدواج همایون و حمیده بانو را با خوشحالی و کمی شیطنت در نسخه خطی خود شرح داده است.
گل‌بدن همچنین سبک زندگی عشایری زنان گورکانی را ثبت کرده است. دوران جوانی او به سبک معمول خانواده‌های گورکانی در حال سفر، دررفت و آمد بین کابل، آگره و لاهور گذشت. در طول تبعید همایون، این مشکل بیشتر شد. او مجبور شد در کابل با یکی از برادران ناتنی‌اش زندگی کند که بعداً سعی کرد شوهرش را برای پیوستن به او علیه همایون استخدام کند. گل‌بدن بیگم شوهرش را متقاعد کرد که این کار را نکند. با این حال، او در زمان سلطنت برادرزاده‌اش این کار را کرد و به همراه پسرش شکست خورد و برای بقیه عمرش از دربار و از حضور او اخراج شد. او حتی اجازه نداشت در کنار او دفن شود. قبر او در گوشه‌ای از حیاط اصلی است که گل‌بدن در آن دفن شده است.
اگر گل‌بدن بیگم دربارهٔ مرگ همایون، زمانی که از پله‌های پورانا کیلا در دهلی سقوط کرد، نوشته باشد، این نوشته از بین رفته است. به نظر می‌رسد نسخه خطی به‌طور ناگهانی در سال ۱۵۵۲، چهار سال قبل از مرگ همایون، به پایان می‌رسد. این نوشته در اواسط جمله به پایان می‌رسد و کور شدن کامران میرزا (بابری) را توصیف می‌کند. همان‌طور که می‌دانیم گل‌بدن بیگم مدت‌ها پس از مرگ همایون، از اکبر دستور نوشتن داستان حکومت همایون را دریافت کرده بود، منطقی است که باور کنیم تنها نسخه خطی موجود نسخه ناقصی از نوشته اوست. همچنین اعتقاد بر این است که اکبر از عمه‌اش خواسته است تا از حافظه خود بنویسد تا ابوالفضل علامی بتواند از این اطلاعات در نوشته‌های خود دربارهٔ امپراتور اکبر استفاده کند.
این خاطرات برای چندین قرن گم شده بود و آنچه پیدا شده به خوبی حفظ نشده، صحافی ضعیفی دارد و بسیاری از صفحات آن گم شده است. همچنین به نظر می‌رسد که ناقص باشد و فصل‌های آخر آن گم شده باشد. باید نسخه‌های بسیار کمی از این نسخه خطی وجود داشته باشد و به همین دلیل آنطور که شایسته است مورد توجه قرار نگرفته است.
نسخه‌ای آسیب دیده از این نسخه خطی در کتابخانه بریتانیا نگهداری می‌شود. این نسخه در اصل توسط یک انگلیسی به نام سرهنگ جی. دبلیو. همیلتون پیدا شد. این نسخه توسط بیوه او در سال ۱۸۶۸ به موزه بریتانیا فروخته شد. وجود آن تا سال ۱۹۰۱ که آنت اس. بورج آن را به انگلیسی ترجمه کرد، چندان شناخته شده نبود (بورج با محبت او را «پرنسس رز بادی» نامید). 
دکتر ریو، مورخ، آن را یکی از قابل توجه‌ترین نسخه‌های خطی در مجموعه سرهنگ همیلتون (که بیش از ۱۰۰۰ نسخه خطی را جمع‌آوری کرده بود) نامید. نسخه شومیز ترجمه انگلیسی بورج در سال ۲۰۰۱ در هند منتشر شد.
پرادوش چاتوپادیای همایون‌نامه را در سال ۲۰۰۶ به زبان بنگالی ترجمه کرد و انتشارات Chirayata Prokashan این کتاب را منتشر کرد. 
گل‌بدن بیگم در خاطرات خود زیارتی را که به همراه سلیمه سلطان بیگم به مکه انجام داد، شرح می‌دهد، مسافتی ۳۰۰۰ مایلی که از کوه‌های صعب العبور و بیابان‌های خطرناک می‌گذرد. اگرچه آنها از خانواده سلطنتی بودند، اما زنان حرمسرا سرسخت بودند و آماده رویارویی با سختی‌ها بودند، به خصوص که زندگی آنها چنان با مردان و سرنوشت آنها گره خورده بود. گل‌بدن بیگم نزدیک به چهار سال در مکه ماند و در هنگام بازگشت، غرق شدن کشتی در عدن او را برای چندین ماه از بازگشت به آگره بازداشت. او سرانجام در سال ۱۵۸۲، هفت سال پس از آغاز سفرش، بازگشت.
اکبر برای عبور ایمن عمه‌اش در حج او تمهیداتی اندیشیده بود و یک نجیب‌زاده را به عنوان اسکورت با چندین خانم همراه فرستاده بود. هدایای فراوانی با همراهان او بسته‌بندی شده بود که می‌توانست به عنوان صدقه استفاده شود. ورود او به مکه غوغایی به پا کرد و مردم از راه دور مانند سوریه و آناتولی برای به دست آوردن سهمی از این غنیمت به مکه هجوم آوردند.
هنگامی که او ۷۰ ساله بود، نام او به همراه نام محمد یار، پسر دخترش، که با رسوایی دربار را ترک کرد، ذکر شده است. او به همراه حمیده، به مناسبت سال نو از اکبر هدایای سلطنتی پول و جواهرات دریافت کردند.
خیرات او زیاد بود و گفته می‌شود که او روز به روز در تلاش برای خشنود کردن خدا می‌افزود و این کار را با کمک به فقرا و نیازمندان انجام می‌داد.
هنگامی که او ۸۰ ساله بود، در فوریه ۱۶۰۳، مرگ او با چند روز تب اعلام شد. حمیده تا آخر با او بود و آخرین ساعات او را تماشا می‌کرد. همان‌طور که او با چشمان بسته دراز کشیده بود، حمیده بانو بیگم با نام محبت آمیزی که مدت‌ها استفاده می‌کرد، با او صحبت کرد: «جیو!» (زنده باشی یا باشد که زنده بمانی). هیچ پاسخی وجود نداشت. سپس، «گل‌بدن!» زن در حال مرگ چشمانش را باز کرد، این بیت را خواند: «من می‌میرم - باشد که تو زنده بمانی!» و درگذشت.
اکبر به حمل تابوت او تا مسافتی کمک کرد و برای آرامش روح او هدایای فراوانی داد و کارهای نیک‌انجام داد. او قبل از سپردن جسدش به زمین، در دعای خاموش برای روحش شرکت می‌کرد و اگر هیچ پسری آنجا نبود، او به عنوان یکی از نزدیکان، ممکن بود به دستور امام برای تسلیم پاسخ دهد: «خواست خداست».
گفته می‌شود که اکبر به مدت دو سال پس از مرگ او دائماً ابراز تاسف می‌کرد که دلتنگ عمه مورد علاقه‌اش است تا اینکه در سال ۱۶۰۵ درگذشت.
گفته می‌شود که گل‌بدن شاعری مسلط به زبان فارسی و ترکی بوده است. هیچ‌یک از اشعار او باقی نمانده است. با این حال، به دو بیت و یک قصیده نوشته شده توسط او توسط امپراتور بهادرشاه دوم در مجموعه اشعارش و همچنین به برخی ارجاعات توسط میر تقی میر اشاره شده است.
در بیشتر تاریخ، نسخه خطی گل‌بدن بیگم در گمنامی باقی مانده است. در ادبیات معاصر دیگر نویسندگان گورکانی، به ویژه نویسندگانی که حکومت اکبر را شرح داده‌اند، به ندرت از آن نام برده شده است. با این حال، روایت کم شناخته شده گل‌بدن بیگم سندی مهم برای مورخان است، با نگاهی به دیدگاه زنانه از درون حرمسرای گورکانی.
گل‌بدن بیگم یکی از شخصیت‌های اصلی رمان افسونگر فلورانس (۲۰۰۸) اثر سلمان رشدی است. 
گل‌بدن بیگم توسط شرادا سینگ در جودا اکبر به تصویر کشیده شده است.